# Orthoscapheus planaltinus
Orthoscapheus planaltinus är en insektsart som beskrevs av Roberts och Frédéric Carbonell 1981. Orthoscapheus planaltinus ingår i släktet Orthoscapheus och familjen gräshoppor. Inga underarter finns listade i Catalogue of Life.